# Josef Čtyřoký
Josef Čtyřoký (Smíchov, 30 settembre 1906 – 11 gennaio 1985) è stato un calciatore cecoslovacco, di ruolo difensore.
Verso la metà degli anni trenta era ritenuto tra i giocatori più forti della nazionale cecoslovacca.

## Palmarès

### Club

#### Competizioni nazionali
- Campionato cecoslovacco: 5

Slavia Praga: 1925
Sparta Praga: 1931-1932, 1935-1936, 1937-1938, 1938-1939

#### Competizioni internazionali
- Coppa dell'Europa Centrale: 1

Slavia Praga: 1935